# Fighter (schip, 1977)
De FIGHTER is een voormalige zeesleper die gered is van de sloop en in gebruik is als drijvend podium in de Schiehaven in Rotterdam. Op en bij het schip worden op het water, midden in de stad, voorstellingen en (maatschappelijke) projecten georganiseerd met opera en muziektheater. Het fungeert als oefenplaats voor muzikale kinderactiviteiten.
De diverse producties vinden plaats op het achterdek van 20 bij 11 meter, waarbij de voormalige hutten van de bemanning fungeren als kleedkamers. Ook het Poppentheater en het Rotterdams Jongenskoor maken gebruik van het schip.

## Onderhoud
De Fighter is een leerwerkplek voor mensen met afstand tot de arbeidsmarkt, in samenwerking met Reakt. Sinds 2018 krijgen groepen vluchtelingen, statushouders en arbeidsbeperkten de gelegenheid om aan het schip te werken en tegelijkertijd met de Nederlandse taal bezig te zijn.
Door de vele vrijwilligers die op de Fighter werkzaam zijn of werkzaam zijn geweest werd minstens tien jaar naar een dokbeurt toegewerkt. In september 2021 werd voor het eerst na lange tijd in een dok onderhoud gepleegd en kreeg de romp van het schip boven en onder de waterlijn enkele nieuwe verflagen.

## Geschiedenis
De Fighter lag jarenlang op station in de Buitenhaven in Vlissingen en heeft vele jaren sleep- en bergingsactiviteiten op de Westerschelde, rond Terneuzen, Gent en Antwerpen verricht.

### Belangrijkste reddingen
- stranding Paloma (Spanje) 25 december 1980
- kapseizen veerboot Herold of Free Enterprise, Zeebrugge, 6 maart 1987

Het was het eerste reddingsschip dat aankwam op de rampplek, er 90 mensen redde en later ook nog 34 stoffelijk overschotten borg.
- brand Griekse tanker Olympic Dream, Vlissingen, 15 januari 1987[1]
- machinekamerbrand Viola Gorthon, bij de Sloehaven, 1988[2]
- stranding ammoniaktanker Hesperus, bij Borsele, 1989[3]
- vastgelopen bulkcarrier Viva, bij het Scheur, 1990[4]

In 2007 werd de Figther verworven door het Intorno Ensemble en verbouwd tot een drijvend podium. De Fighter is in 2008 naar de Schiehaven naast het Lloyd Multiplein in Rotterdam gesleept. Daar hebben leerlingen van het Albeda College, het Melanchthon College en het Zadkine College door middel van leer-werktrajecten meegewerkt aan het het klaarmaken van het schip voor haar nieuwe functie.